# USS Kwajalein (CVE-98)
USS Kwajalein (CVE-98) – amerykański lotniskowiec eskortowy typu Casablanca, który w końcowym okresie II wojny światowej wchodził w skład floty Marynarki Wojennej Stanów Zjednoczonych. Został odznaczony dwiema battle star za udział w wojnie na Pacyfiku. 
W czasie wojny pełnił zadania głównie transportowe i zaopatrzeniowe.
Po wojnie brał udział w operacji Magic Carpet.